# Église Saint-Germé de Gez
L'église Saint-Germé de Gez est une église catholique située à  Gez, dans le département français des Hautes-Pyrénées en France dans le Lavedan.

## Localisation
Elle se situe au centre du village.

## Historique
L'église Saint-Germé est de style roman, a été remaniée aux XVIIe siècle et XVIIIe siècle.

## Architecture
L'église Saint-Germé est cruciforme avec ses deux chapelles latérales.

La sacristie se trouve derrière le maître-autel. Le linteau de la porte d'entrée est marqué 1611.

## Galerie de photos

Sélection de vues diverses
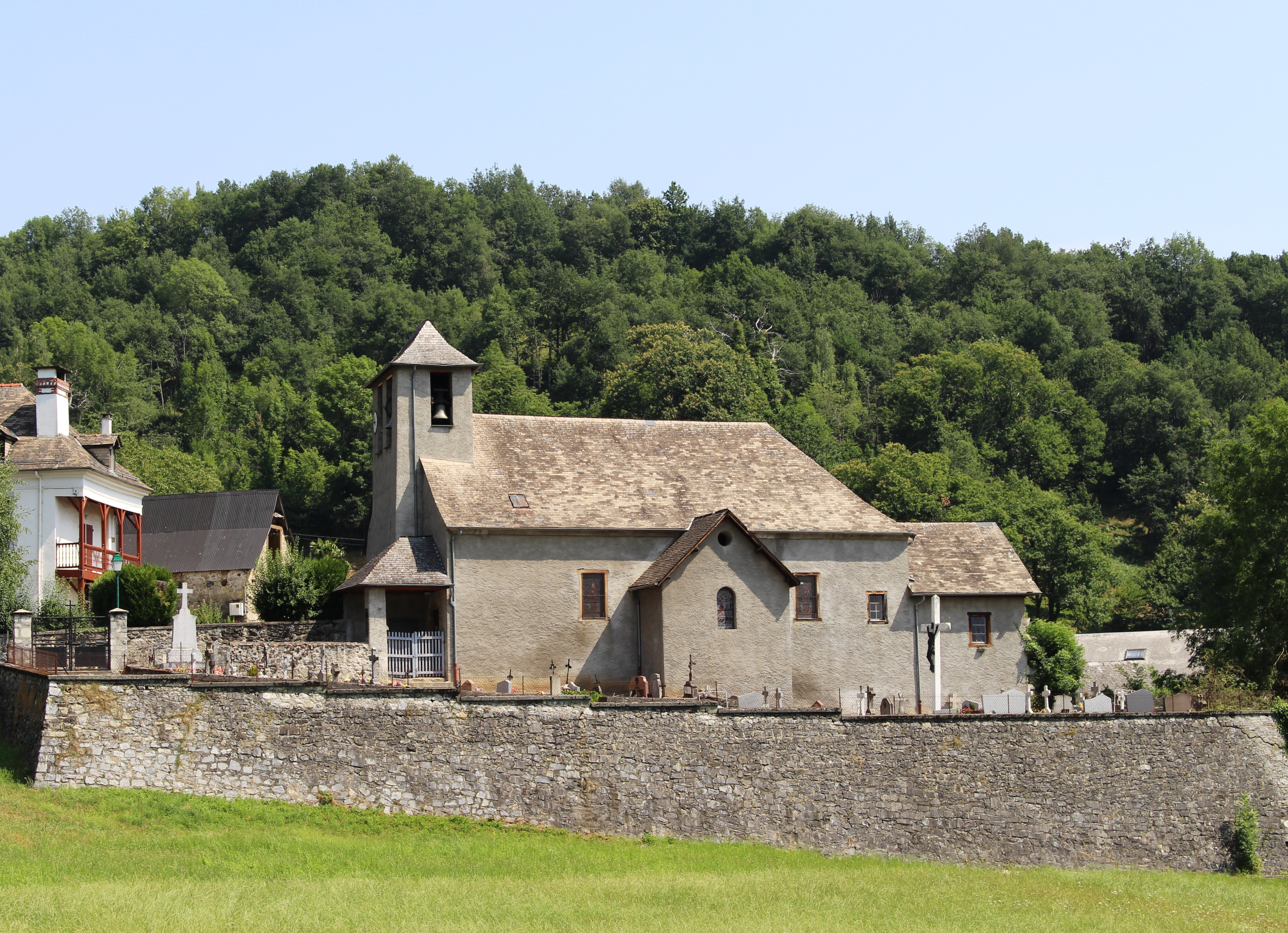
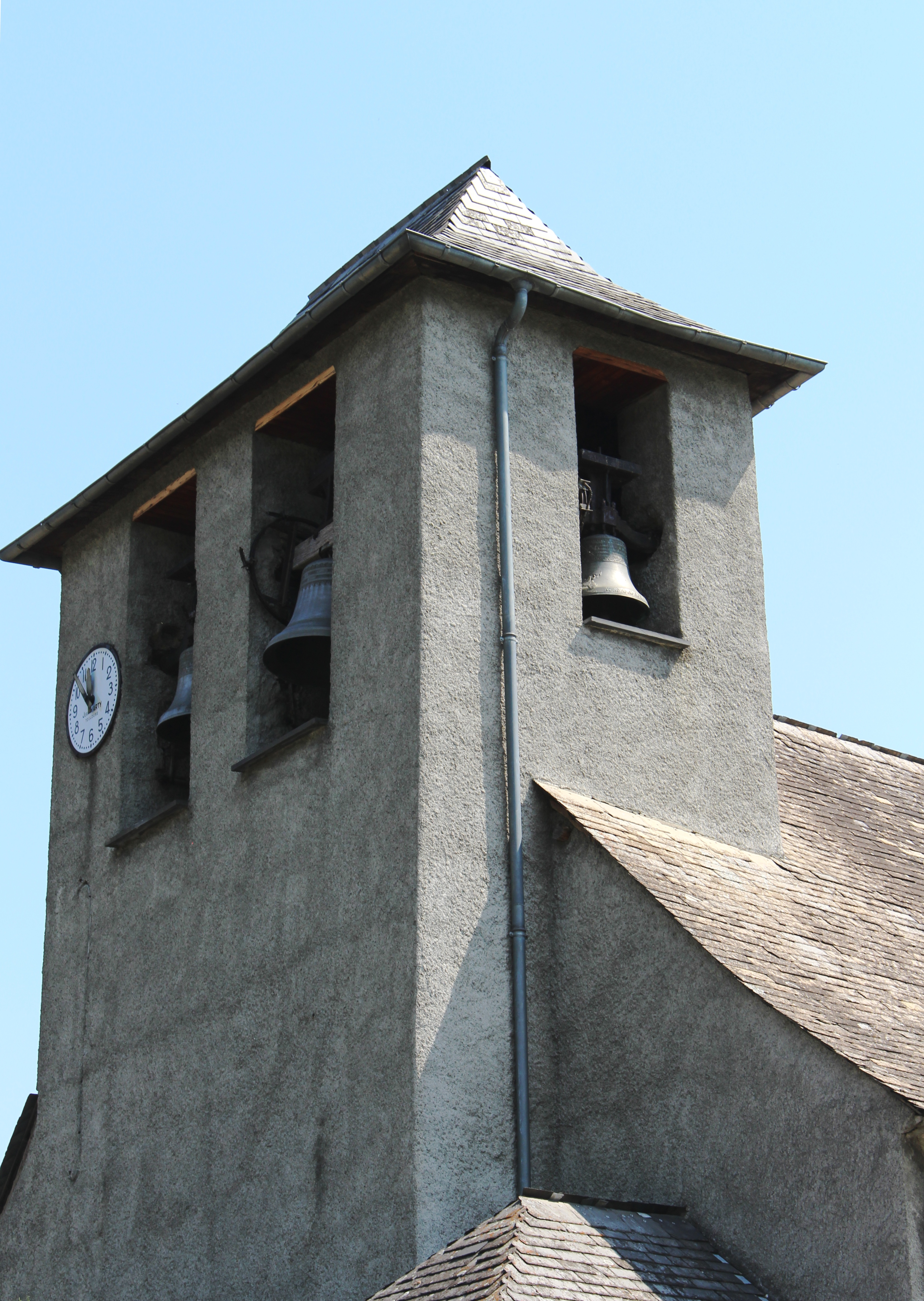
Clocher.
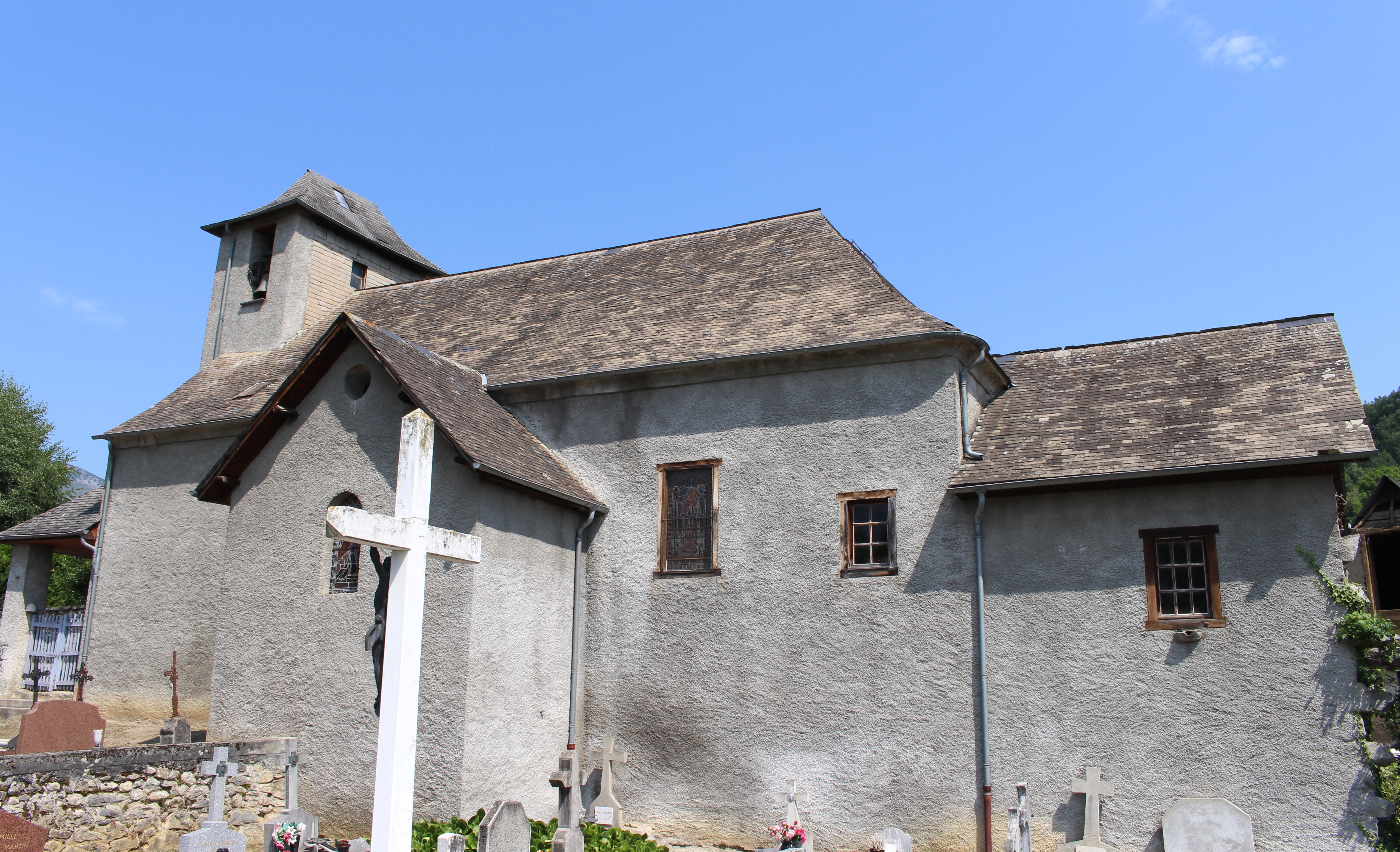